# جائحة فيروس كورونا في ليسوتو
تم تأكيد جائحة فيروس كورونا في ليسوتو في 13 مايو 2020.
قبل ذلك، كانت ليسوتو الدولة الأخيرة في أفريقيا التي لم تُبلغ عن حالات مرض فيروس كورونا 2019 خلال الوباء العالمي.
لم يكن لدى الدولة القدرة على اختبار الفيروس ولذلك، من أجل منع انتشار الفيروس، أغلقت الحكومة حدودها مع جنوب أفريقيا.

## خلفية
في 12 يناير 2020، أكدت منظمة الصحة العالمية عن ظهور فيروس كورونا المستجد كسبب للمرض التنفسي الذي أصاب مجموعة من الأشخاص في مدينة ووهان، مقاطعة خوبي، الصين، إذ أُبلغ عنهم إلى منظمة الصحة العالمية في 31 ديسمبر 2019. كانت نسبة الوفيات بين الحالات المُشخصة بكوفيد-19 أقل بكثير من جائحة فيروس سارس في عام 2003، لكن انتقال العدوى كان أكبر، والوفيات أيضًا.

## تسلسل زمني
- 18 مارس، أعلنت الحكومة حالة طوارئ وطنية على الرغم من عدم وجود حالات مؤكدة، وأغلقت المدارس حتى 17 أبريل (لكنها سمحت باستمرار الوجبات المدرسية). كان من المقرر أن يتم حجز المسافرين القادمين لمدة 14 يومًا عند الوصول.[6]
- 26 مارس، أعلن رئيس الوزراء توماس تابان عن حظر تام لمدة ثلاثة أسابيع اعتبارًا من منتصف ليلة 29 مارس.[13]
- 15 أبريل، بدأت ليسوتو بإرسال عيناتها إلى المعهد القومي للأمراض السارية بجنوب أفريقيا للاختبار.[14]
- 5 مايو، بدأت ليسوتو برفع بعض جوانب التأمين.[15]